# Karl-Theodor zu Guttenberg
Karl-Theodor zu Guttenberg (Múnic, 5 de desembre de 1971) és un polític alemany de la Unió Social Cristiana de Baviera.
Des de novembre de 2008 fins a febrer de 2009 va ser secretari general del seu partit. Des del 10 de febrer de 2009 va ser ministre d'Economia d'Alemanya. Va ser ministre de defensa alemany entre el 28 octubre 2009 i l'1 de març de 2011, en què va haver de dimitir després de ser desposseït del títol de doctorat en haver-se provat nombrosos plagis en la seva tesi.

## Vida i família
Karl-Theodor zu Guttenberg és membre d'una família noble de Franconia. El seu avi, Karl Theodor zu Guttenberg, va ser secretari d'Estat en la Cancelleria Federal alemanya entre 1967 i 1969; el seu pare és el director d'orquestra Enoch zu Guttenberg. La seva mare és Christiane Henkell-von Ribbentrop.
Després del servei militar, Karl-Theodor zu Guttenberg va estudiar dret i ciències polítiques i va obtenir el doctorat amb una tesi sobre el tema Constitució i Tractat Consitutcional: graus de desenvolupament constitucional als EUA i la UE a la Universitat de Bayreuth el 2007. Des de 2000 està casat amb Stephanie Gräfin von Bismarck-Schönhauser, el rebesavi va ser Otto von Bismarck. Tenen dues filles.

## Carrera política
Guttenberg va ser membre de l'organització juvenil de la Unió Social Cristiana de Baviera (CSU) i, fins a desembre de 2008, cap de la secció d'aquest partit al poble Guttenberg. El 8 de desembre de 2007 va ser elegit, de forma sorprenent, com a president de la secció provincial del partit a Alta Franconia. A més, és membre del comitè executiu de la CSU.
El 2002, Guttenberg va ser triat membre del parlament federal alemany, on va ser membre de la comissió de política exterior i va ser portaveu del grup parlamentari CDU/CSU per a assumptes de control armamentístic. Des de 2008, és membre del ECFR, un think tank europeu de política exterior.
El 3 de novembre de 2008, després que la CSU sofrís un daltabaix electoral en les eleccions regionals bavareses, Guttenberg va ser nomenat secretari general de la CSU, com a successor de Markus Söder. però, només va exercir aquest càrrec durant uns pocs mesos, ja que el 10 de febrer de 2009 va ser nomenat ministre d'Economia i Tecnologia en el govern federal alemany, convertint-se en el ministre d'Economia més jove de la història de la República Federal d'Alemanya. Va succeir a Michael Glos, que s'havia retirat de la política per conflictes amb la cancellera Angela Merkel. Amb tot, el nomenament de Guttenberg va causar sorpresa en bona part de la premsa alemanya, atès que, fins aquest moment, Guttenberg no s'havia especialitzat políticament en temes econòmics, sinó exteriors.

## Escàndol i renúncia
El 23 febrer 2011 Guttenberg ha estat desposseït del seu títol de doctorat per la Universitat de Bayreuth després de les proves de plagi detectades en la seva tesi. L'1 de març 2011 dimiteix del seu càrrec de ministre de defensa per l'escàndol sorgit arran del descobriment que havia plagiat la seva tesi